# Knut Wistrand
Magnus Axel Knut Wistrand, född 3 september 1848 i Västervik, död i augusti 1925, var en svensk läkare.

## Uppväxtåren
Knut Wistrand var son till skeppsredaren Lorentz Fredrik Wistrand (1804–1868) och Clara Charlotte Regnell (1813–1900). Han tillhörde släkten Wistrand som härstammar från Lars Persson i Bäckemåla.
Wistrand blev medicine kandidat 1876 och medicine licentiat 1880.

## Karriär
Efter att ha avslutat sina studier i Uppsala, blev Knut Wistrand stadsläkare i Vimmerby 1880. Senare, år 1882, blev han distriktsläkare i Karlskoga och fortsatte sedan att bli provinsialläkare. I Karlskoga tog han bland annat initiativ till en sjukstuga.
Utöver sitt medicinska arbete var Wistrand även engagerad inom det offentliga livet. Han var landstingsman och tjänstgjorde som vice ordförande i kommunalstämman. Dessutom var han ledamot av skolrådet, kommunalnämnden och kyrkorådet. Han deltog även när stadgarna för Karlskoga realskola fastställdes 1906.

## Familj
Knut Wistrand inledde sitt första äktenskap 1880 med Matilda Nelander (1852–1886) och sitt andra äktenskap 1888 med Louise Strokirk (1854–1939), som var dotter till brukspatronen Elias Carl Strokirk på Ölsboda bruk och Ulla Hammarhjelm. Efter 1904 bodde Knut Wistrand och Louise Strokirk tillsammans på Christineborg i Karlskoga. Wistrand son, Karl Wistrand, var politiker och aktiv inom europapolitiken.

## Död och eftermäle
Knut Wistrand avled i augusti 1925, och som den betydelsefulla person han var fick en gata vid Näset i Karlskoga namnet "Knut Wistrands väg".